# 南雁塔
南雁塔位於四川省綿陽市江油市，文物遺址年代判定為清。2012年7月16日公佈為第八批四川省文物保護單位。
南雁塔位於四川省綿陽市江油市武都鎮南八里的石佛寺山頂上。因在武都之南，故當地百姓稱之為南塔。該塔與其東北方的江油蜚英塔隔涪江相望。該塔建於道光二十三年（1843），歷時兩月而成，以“南宮甲第，雁塔題名”之意，取名“南雁塔”。塔坐南向北，通高25公尺，石砌實心塔。由塔基、塔身、塔刹三部分組成。塔基呈八邊形，邊長2.82公尺，高4.1公尺，為石砌台基。塔基北面有一門洞，上置一長1.5公尺，高0.4公尺的石條，石條上有一組石雕人物像，畫面為：正中有一供桌，桌後坐一男一女，左右一婷女一佳，兩面各立僚屬四人。畫面生動、逼真。門洞兩側有一副對聯：“影射山河鐘玉氣，拋淩霄漢引鴻儀”，落款為“東屏鐘維域題”。塔身呈寶瓶狀，自基座以上3公尺直徑漸大，至塔腰處又逐漸縮小。塔腰四方各有一個梅花形小龕，塔頂有六角形飛簷石頂覆蓋，系攢尖頂。飛簷上還存少量鐵鑄風鈴。塔刹似一座小塔，共有三層相輪，刹頂為寶珠狀。1985年，江油縣人民政府公佈為縣級文物保護單位。